# 始鱷目
始鱷目（学名：Eosuchia）又名楊氏蜥形目（Younginiformes），是已滅絕雙孔類爬行動物的一目，生存在二疊紀晚期到三疊紀早期。
本目的定義範圍有些困難。在早期的分類歷史中，本目曾經被當作「未歸類物種集中地」，包含許多生存於晚石炭紀到始新世間，但沒被列入鱗龍類或主龍類的原始雙孔類爬行動物。
後來在1947年，阿爾弗雷德·羅默（Alfred Romer）建立楊氏蜥形目，用來取代始鱷目，包括楊氏蜥科與少數類似的科。楊氏蜥形目生存在二疊紀到三疊紀。特點是有方顴骨與顴骨組成的完整最底下顴弓。
無論是始鱷目或楊氏蜥形目，本目中固定沒更動的是楊氏蜥，存活於晚二疊紀的南非，是種小型類似蜥蜴的爬蟲類。楊氏蜥與其它屬組成楊氏蜥科，但這些近親有可能是楊氏蜥的異名。
坦噶蜥科（Tangasauridae）則是明顯可在水中游泳的一科，也經常被包括在本目。
在某些系統發生學中，始鱷目經常被列為鱗龍類之中，有鱗目與喙頭蜥目的姐妹分類單元（可能有誤）。

## 分類
始鱷目 Eosuchia （楊氏蜥形目 Younginiformes）
- ?Noteosuchus
- 科 Galesphyridae
  - Galesphyrus
- 楊氏蜥科 Younginidae
  - Heleosuchus
  - 楊氏蜥 Younginia
  - 沙地歐龍 Thadeosaurus
- 坦噶蜥科 Tangasauridae
  - 霍瓦蜥 Hovasaurus
  - 坦噶蜥 Tangasaurus
  - 盔齿龙 Acerosodontosaurus
  - 肯亞蜥 Kenyasaurus